# St. Cyprian und Justina (Kleinkitzighofen)

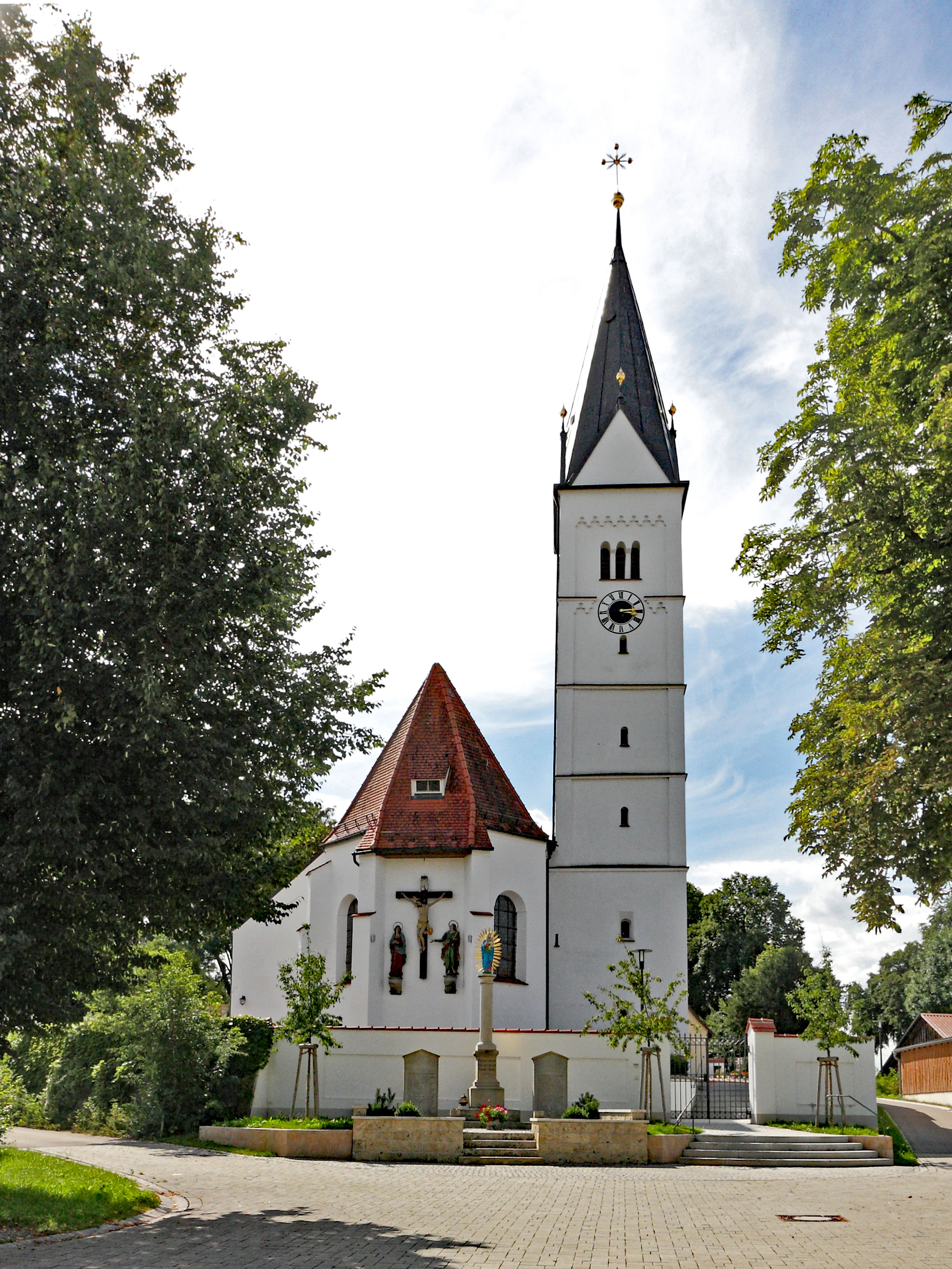
St. Cyprian und Justina in Kleinkitzighofen

Die römisch-katholische Pfarrkirche St. Cyprian und Justina steht in Kleinkitzighofen, einem Gemeindeteil von Lamerdingen im schwäbischen Landkreis Ostallgäu in Bayern. Das Bauwerk ist in der Liste der Baudenkmäler in Lamerdingen als Baudenkmal unter der Nr. D-7-77-145-17 eingetragen. Die Pfarrei gehört zum Dekanat Kaufbeuren des Bistums Augsburg.

## Beschreibung
Die spätgotische Saalkirche besteht aus einem Langhaus, das 1738 erneuert wurde, einem eingezogenen, dreiseitig geschlossenen, von Strebepfeilern gestützten Chor im Osten, einem Chorflankenturm auf quadratischem Grundriss, dessen untere Geschosse aus dem 14. Jahrhundert stammen, an der Nordwand und der Sakristei an der Südwand des Chors. Das oberste Geschoss des 1766 aufgestockten Chorflankenturms beherbergt hinter den als Triforien gestalteten Klangarkaden den Glockenstuhl. Darunter befinden sich die Zifferblätter der Turmuhr. Über den Giebeln erhebt sich ein spitzer Helm. Der Innenraum des Langhauses ist mit einer Flachdecke überspannt, die auf Pilastern sitzt, der des Chors mit einem Stichkappengewölbe.